# Konstantin Engel
Pour les articles homonymes, voir Engel.
Konstantin Engel (en russe : Константин Энгель), né le 27 juillet 1988 à Karaganda au Kazakhstan, est un footballeur international kazakh.
Il évolue actuellement au poste de défenseur avec le club du SSV Jeddeloh.

## Biographie

### Club
Konstantin Engel commence sa carrière en 2002 au Viktoria Georgsmarienhütte. Il quitte le club en 2004, il signe un contrat pour jouer avec l'équipe des jeunes du VfL Osnabrück. 
Il dispute son premier match professionnel, le 19 mai 2007 lors de la 36e journée de la Regionalliga Nord 2006-07 face au Holstein Kiel. Le 15 août 2008, il joue son premier match en 2. Bundesliga lors de la première journée au FC Sankt Pauli. Le 1er mai 2009, il marque son premier but en 2. Bundesliga lors de la 30e journée contre le SV Wehen Wiesbaden.
Pour la saison 2008-09, Konstantin dispute 20 matchs et un but en 2. Bundesliga et un match de Coupe d'Allemagne mais le club termine 16e et perd le match de barrage et descend en 3. Liga.
Lors de la saison 2009-10, il dispute 23 matchs et un but en 3. Liga et trois matchs de Coupe d'Allemagne et c'est l'année du titre de Champion d'Allemagne de D3. Il retrouve ainsi la 2. Bundesliga, où il dispute 23 matchs mais le club est encore relégué en 3. Liga après avoir perdu le match de barrage.
En juillet 2011, il rejoint l'Energie Cottbus en 2. Bundesliga. Pour la saison 2011-12, il dispute 14 matchs en 2. Bundesliga et lors de la saison 2012-13, il dispute 20 matchs en 2. Bundesliga et un match de Coupe d'Allemagne. N'arrivant pas à s'imposer au sein de l'équipe première, il décide de résilier son contrat.
Le 12 septembre 2013, Konstantin Engel signe au FC Ingolstadt 04.

### Sélection
Il est sélectionné par Miroslav Beránek le 21 mai 2012 pour affronter le Kirghizistan et l'Arménie.
Le 1er juin 2012, il est appelé pour la première fois en équipe du Kazakhstan par Miroslav Beránek pour un match amical contre le Kirghizistan (victoire 5 à 2).
Il compte quatre sélections et aucun but avec l'équipe du Kazakhstan depuis 2012.

## Palmarès

### En club
- VfL Osnabrück :
  - Champion d'Allemagne de D3 en 2010

- FC Ingolstadt 04 :
  - Champion d'Allemagne de D2 en 2015

## Statistiques

### Statistiques en club
| Saison                | Club                  | Championnat           | Championnat | Championnat | Coupe(s) nationale(s) | Coupe(s) nationale(s) | Coupe régionale | Coupe régionale | Barrages | Barrages | Kazakhstan | Kazakhstan | Total | Total |
| Saison                | Club                  | Division              | M.          | B.          | M.                    | B.                    | M.              | B.              | M.       | B.       | M.         | B.         | M.    | B.    |
| 2006-2007             | VfL Osnabrück         | Regionalliga Nord     | 1           | 0           | -                     | -                     | -               | -               | -        | -        | -          | -          | 1     | 0     |
| 2007-2008             | VfL Osnabrück         | 2. Bundesliga         | -           | -           | -                     | -                     | -               | -               | -        | -        | -          | -          | 0     | 0     |
| 2008-2009             | VfL Osnabrück         | 2. Bundesliga         | 20          | 1           | 1                     | 0                     | -               | -               | 1        | 0        | -          | -          | 22    | 1     |
| 2009-2010             | VfL Osnabrück         | 3. Liga               | 23          | 1           | 3                     | 0                     | -               | -               | -        | -        | -          | -          | 26    | 1     |
| 2010-2011             | VfL Osnabrück         | 2. Bundesliga         | 23          | 0           | -                     | -                     | -               | -               | 2        | 0        | -          | -          | 25    | 0     |
| Sous-total            | Sous-total            | Sous-total            | 67          | 2           | 4                     | 0                     | -               | -               | 3        | 0        | -          | -          | 74    | 2     |
| 2011-2012             | Energie Cottbus       | 2. Bundesliga         | 14          | 0           | -                     | -                     | -               | -               | -        | -        | 2          | 0          | 16    | 0     |
| 2012-2013             | Energie Cottbus       | 2. Bundesliga         | 20          | 0           | 1                     | 0                     | -               | -               | -        | -        | 1          | 0          | 22    | 0     |
| Sous-total            | Sous-total            | Sous-total            | 34          | 0           | 1                     | 0                     | -               | -               | -        | -        | 3          | 0          | 38    | 0     |
| 2013-2014             | FC Ingolstadt 04      | 2. Bundesliga         | 15          | 0           | -                     | -                     | -               | -               | -        | -        | 5          | 0          | 20    | 0     |
| 2014-2015             | FC Ingolstadt 04      | 2. Bundesliga         | 14          | 0           | 1                     | 0                     | -               | -               | -        | -        | 1          | 0          | 16    | 0     |
| 2015-2016             | FC Ingolstadt 04      | Bundesliga            | 4           | 0           | -                     | -                     | -               | -               | -        | -        | 2          | 0          | 6     | 0     |
| Sous-total            | Sous-total            | Sous-total            | 33          | 0           | 1                     | 0                     | -               | -               | -        | -        | 8          | 0          | 42    | 0     |
| 2016                  | FK Astana             | Premier-Liga          | 0           | 0           | 0                     | 0                     | -               | -               | -        | -        | 0          | 0          | 0     | 0     |
| Sous-total            | Sous-total            | Sous-total            | 0           | 0           | 0                     | 0                     | -               | -               | -        | -        | 0          | 0          | 0     | 0     |
| 2016-2017             | VfL Osnabrück         | 3. Liga               | 16          | 2           | 0                     | 0                     | 2               | 0               | -        | -        | 0          | 0          | 18    | 2     |
| 2017-2018             | VfL Osnabrück         | 3. Liga               | 18          | 2           | 1                     | 0                     | 2               | 0               | -        | -        | 0          | 0          | 21    | 2     |
| 2018-2019             | VfL Osnabrück         | 3. Liga               | 24          | 1           | 0                     | 0                     | 2               | 0               | -        | -        | 0          | 0          | 26    | 1     |
| 2019-2020             | VfL Osnabrück         | 2. Bundesliga         | 4           | 0           | -                     | -                     | -               | -               | -        | -        | -          | -          | 4     | 0     |
| 2020-2021             | VfL Osnabrück         | 2. Bundesliga         | 13          | 0           | -                     | -                     | -               | -               | 1        | 0        | -          | -          | 14    | 0     |
| Sous-total            | Sous-total            | Sous-total            | 75          | 5           | 1                     | 0                     | 6               | 0               | 1        | 0        | -          | -          | 83    | 5     |
| 2021-2022             | SSV Jeddeloh          | RN Nord               | 7           | 0           | -                     | -                     | 1               | 0               | -        | -        | -          | -          | 8     | 0     |
| Sous-total            | Sous-total            | Sous-total            | 7           | 0           | 0                     | 0                     | 1               | 0               | -        | -        | -          | -          | 8     | 0     |
| Total sur la carrière | Total sur la carrière | Total sur la carrière | 216         | 8           | 7                     | 0                     | 7               | 0               | 4        | 0        | 11         | 0          | 245   | 8     |